# Roque Fernandes Dos Ramos
Roque Fernandes Dos Ramos (13 gennaio 1998) è un canoista saotomense.

## Biografia
Ai campionati mondiali di canoa/kayak di Seghedino 2019 è giunto ottavo nella finale B nel C2 200 metri, remando con Buly Da Conceição Triste, nel C1 200 m è stato eliminato in batteria.
Ai Giochi panafricani di Rabat 2019 ha vinto la medaglia d'oro nel C-2 1000 metri, in coppia con il connazionale Buly Da Conceição Triste.

## Palmarès
- Giochi panafricani

Rabat 2019: oro nel C-2 1000 metri;